# Duplex (Batterie)

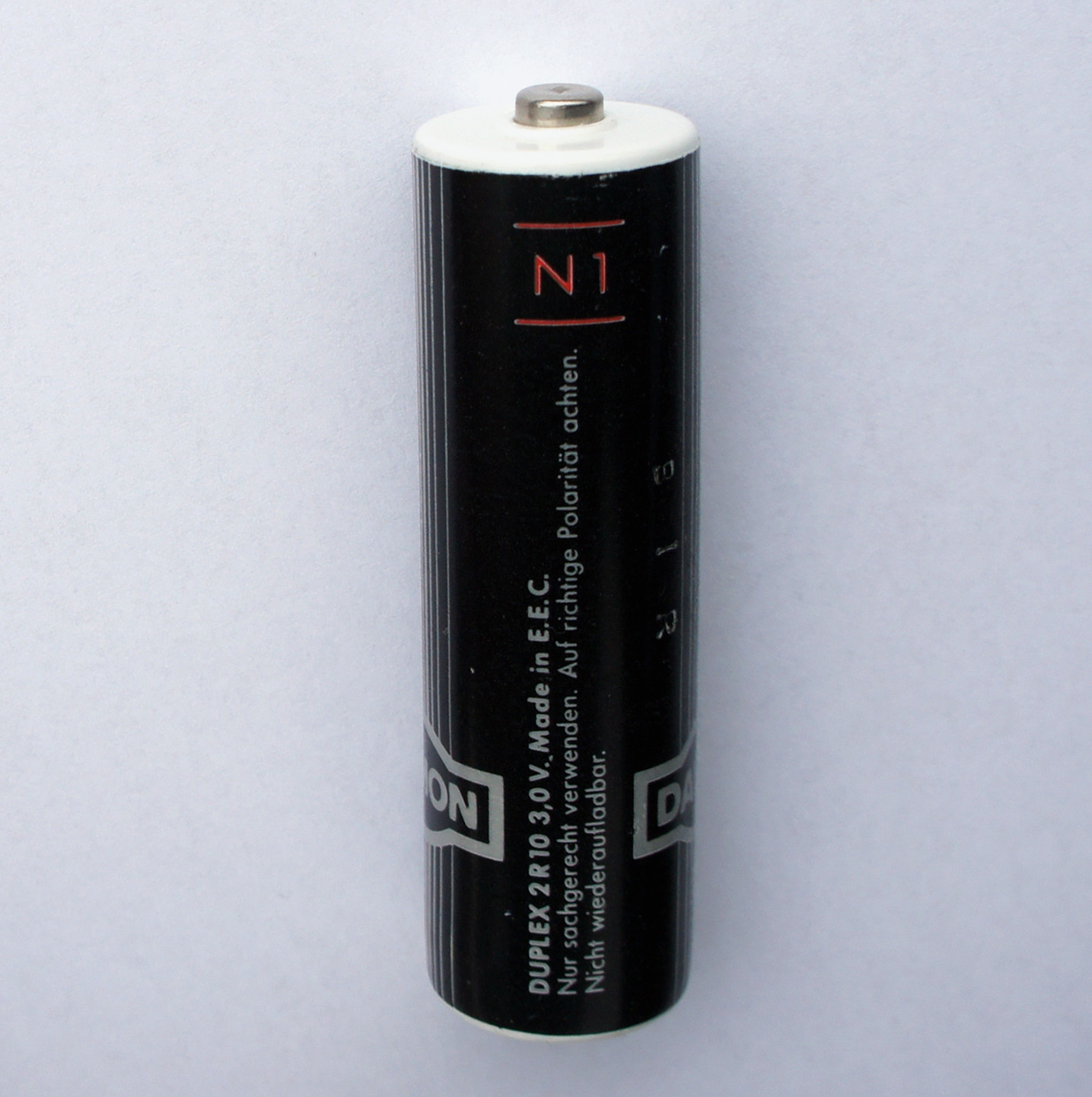
Duplex Stabbatterie 2R10

Duplex, Stabbatterie, 2R10 und 3010 sind gängige Bezeichnungen für eine genormte, früher weit verbreitete Baugröße von Batterien.

## Aufbau
Bei der Bauform handelt es sich um einen Zylinder mit einem Durchmesser von ca. 21,5 mm und einer Höhe von ca. 74 mm. Intern sind zwei Zellen von je 1,5 V elektrisch in Reihe geschaltet, womit eine Nennspannung von 3 V erreicht wird.
Bei den zwei internen Batteriezellen handelt es sich um Rundzellen vom Typ R10 oder ähnlich R10 (siehe Liste aller Standardgrößen für Rundzellen nach IEC-60086 bis 1990). Daher stammt auch die Bezeichnung 2R10 für die Batterie. Die mangelnde Verfügbarkeit von R10 Batterien im Handel hat dazu geführt, dass 2R10 Batterien gerne als Quelle für R10 Zellen verwendet werden.

## Elektrochemisches System
Die Batteriezellen werden als Zink-Kohle-Primärzellen hergestellt. Handelsüblich sind Kapazitäten von 0,8 Ah bis zu 1,5 Ah. 

## Anwendung
Duplexbatterien passen besonders zu Geräten mit geringem bis mittlerem Energiebedarf. Sie werden vorwiegend in Taschenlampen, Winkerkellen, Experimentierkästen, Beleuchtung für Puppenstuben und in der Landwirtschaft in Weidezaungeräten eingesetzt. Sie waren ebenfalls eine Zeit lang in elektrischen Laternenstäben für Martinslaternen populär.

## Verfügbarkeit
Da Stand 2024 keine Verfügbarkeit gegeben ist, werden Adapter angeboten, die die Außenmaße einer Duplexbatterie haben, innen aber mit einer Lithiumbatterie CR123A gefüllt werden. Die Adapter sind wiederverwendbar. Ebenfalls möglich ist ein Ersatz durch einen Li-Ionen-Akku in der Größe 21700. Dieser hat einen Durchmesser von 21 mm und mit Schutzschaltung (Protection Circuit Board, PCB) eine Höhe von 74 mm. Um diesen Akku aufzuladen, ist jedoch ein dafür geeignetes Ladegerät erforderlich.